# Пшеворская ординация
Пшеворская ординация (пол. Ordynacja Przeworska) — наследственная ординация, созданная князем Генрихом Любомирским в 1825 году и утвержденная австрийским правительством в 1869 году.

## История
После смерти княгини Изабеллы Любомирской в 1816 году её дворец в Вене вместе с библиотекой и коллекцией произведений искусства и частью художественных коллекций из Ланьцута унаследовал Генрих Любомирский. В 1818 году он избрал центром своих владений Пшеворск, который и стал его резиденцией. 23 августа 1825 года было создана Пшеворская ординация. 4 августа 1850 года князь Генрих Любомирский представил австрийским властям проект создания ординации. Окончательный вариант постановления был написан его сыном Ежи Генриком Любомирским 10 июля 1866 года и утвержден правительством Австро-Венгрии в 1869 году.
Он превратил Пшеворский дворец в центр культурной и общественной жизни, а также музейный центр (он собирал монеты, медали, оружие, картины, гравюры и другие исторические памятные вещи). Дворец был перестроен и получил новый интерьер во время правления его сына Ежи Любомирского. В составе дворцово-паркового комплекса функционировали: гостевой и кухонный флигель, дом управляющего, конюшня с каретным и конным двором, две оранжереи и дом садовника. Экономическую основу постановления составляли 15 ферм и многочисленные мануфактуры.
Князь Анджей Любомирский стал руководителем ординации в 1872 году. В его время Пшеворский майорат считался наиболее развитым поместьем в Галиции. В 1895 году он построил в Пшеворске крупнейший в Галиции сахарный завод. Князь основал спиртзавод, ликеро-водочный завод (выпускал, в частности, алаш, домашний ром, вишневую водку, кизиловую, ржаную водку, щелкунчик), молочную, сыроварню, механические мастерские, кирпичный завод, паровые мельницы, лесопильные и столярные мастерские.
В 1928 году администрация промышленных предприятий князя Анджея Любомирского руководила следующими подразделениями: Фабрика водки, ликеров и рома, фабрика десертных сыров, паровой кирпичный завод, завод бетонных блоков, паровая маслобойня, валковые и моторные мельницы, механические мастерские, моторный столярный цех.
Пшеворская ординация прекратила своё существование с захватом власти коммунистами в 1944 году и вступлением в силу декрета о земельной реформе.

## Правила для ордината
Каждый из ординатов Пшеворских должен был соответствовать следующим условиям:
- быть католиком,
- знать польский язык,
- носить польский костюм хотя бы во время церемонии,
- Происходить из семьи Любомирских
- осуществлять шефство над Национальной библиотеке имени Оссолинских,
- иметь постоянное место жительства в той части страны, где находится город Пшеворск или Национальная библиотека имени Оссолинских,
- назначать администратора вместе с заместителем, когда он становится ординатом.

## Список ординат
- Генрик Любомирский (1777—1850), 1-й ординат Пшеворский (1825—1850)
- Ежи Генрик Любомирский (1817—1872), 2-й ординат Пшеворский (1850—1872), сын предыдущего
- Анджей Любомирский (1862—1953), 3-й и последний ординат Пшеворский (1872—1944), старший сын предыдущего.